# Ketileng (Cilegon)
Ketileng is een bestuurslaag in het regentschap Cilegon van de provincie Banten, Indonesië. Ketileng telt 7319 inwoners (volkstelling 2010).